# Daniel Allcock
Daniel Allcock é um matemático estadunidense, especialista em teoria dos grupos, teoria de Lie e geometria algébrica. É professor da Universidade do Texas em Austin.

## Carreira
Allcock obteve o diploma em matemática e física Universidade do Texas em 1991. Obteve um Ph.D. na Universidade da Califórnia em Berkeley em 1996, orientado por Richard Borcherds e Andrew Casson.
Em 2012 foi eleito fellow da American Mathematical Society.